# .eh
.eh는 서사하라의 국가 도메인이다. 서사하라의 통치권을 놓고 모로코와 사하라 아랍 민주 공화국이 대립중이고, 이 도메인의 사용에 대한 양측의 합의가 없어서 이 도메인은 사용되지 않는다. 그러나 .eh는 사용이 예정되었다. IANA에는 이 도메인을 할당하기 위한 후원 조직이 없다.

## 같이 보기
- .ma